# Trajgorodskaja
La Trajgorodskaja (in russo  Трайгородская?) è un fiume della Russia, nella Siberia occidentale, affluente di destra del fiume Ob'. Scorre nel Nižnevartovskij rajon del Circondario autonomo degli Chanty-Mansi-Jugra e nell'Aleksandrovskij rajon dell'Oblast' di Tomsk.

## Descrizione
Il fiume ha origine dalla confluenza dei fiumi Vat"ëgan (Ватъёган), lungo 133 km, e Vol"ëgan (Волъёган), lungo 59 km, nella regione di confine tra il Nižnevartovskij rajon e l'Aleksandrovskij rajon. Il Vol"ëgan arriva da sud-est e segue il confine con tutto il suo corso, mentre il Vat"ëgan giunge da est dal territorio dell'Aleksandrovskij rajon.
La Trajgorodskaja scorre con direzione mediamente nord-est/sud-ovest, nel primo tratto il suo corso è parallelo a quello del Vach; la sua lunghezza è di 186 km, l'area del suo bacino è di 3 680 km². Sfocia in un canale laterale dell'Ob', chiamato Verchnij Utaz a monte della città di Streževoj.